# Arnold Winkler
Arnold Georg Winkler (3. května 1882, Vídeň – 4. října 1969 tamtéž) byl rakouský historik.

## Životopis
Po ukončení gymnázia ve Vídni XIX. studoval od roku 1901 dějiny, geografii, filologii a ekonomii na vídeňské univerzitě – promoval v roce 1907. V období 1907 až 1912 vyučoval na gymnáziu Vídeň II., a v letech 1912 až 1918 byl mimořádným profesorem novodobých dějin a ekonomiky na Freiburské univerzitě ve Švýcarsku. Od roku 1914 do roku 1918 sloužil jako voják. Období 1920 až 1928 strávil Winkler jako burzovní a bankovní úředník. V roce 1928 se stal mimořádným profesorem hospodářských dějin na vysoké obchodní škole (dnes Wirtschaftsuniversität Wien). V roce 1938 ho zatkl člen SA Adam Wandruszka. Byl suspendován a v roce 1939 penzionován. V roce 1945 se vrátil jako řádný profesor a do důchodu odešel v roce 1953.

## Dílo (výběr)
- Johann Jakob Wilhelm Heinse: Briefe aus der Düsseldorfer Gemäldegalerie 1776/1777: Mit einer Skizze der deutschen Geniezeit, des Lebens und der Werke Heinses und einer Entwicklungsübersicht der ästhischen Grundbegriffe im 18. Jahrhundert. Arnold Winkler. Schmid, Lipsko/Vídeň 1912.
- Die Grundlage der Habsburger Monarchie. Studien über Gesamtstaatsidee, pragmatische Sanktion und Nationalitätenfrage im Majorat Österreich. Schmid, Vídeň 1915.
- Die öffentliche Meinung. Strache, Vídeň 1918.
- Aus der Werkstatt der Weltpolitik. Einblicke zum Verständnis der neuen Gestaltungen. Braumüller, Vídeň 1919.
- Oesterreich und die Klösteraufhebung im Aargau: Zur Geschichte der europäischen Politik im Vormärz. Sauerländer, Aarau 1933.
- Die Entstehung des „Kommunistischen Manifestes“. Eine Untersuchung, Kritik und Klärung. Manz, Vídeň 1936.
- Österreichs Weg. Die ideellen und geschichtlichen Grundlagen des Staates. Manz, Vídeň 1936.
- Österreich: Geschichte Österreichs 1918–1945 – Staatskatastrophen und Wiederaufbau. Zwei Vorträge. Müller, Vídeň 1946.
- Grundlagen der Politik (= Die Universität. sv. 7). Humboldt, Vídeň 1949.
- Kritik der Wissenschaft (= Die Universität. sv. 13). Humboldt, Vídeň 1950.
- Methodik der Sozial- und Wirtschaftsgeschichte. Österreichischer Bundesverlag, Vídeň 1956.